# 港住吉神社
港住吉神社（みなとすみよしじんじゃ）は、大阪府大阪市港区築港にある神社。住吉大社の境外社である。

## 祭神
- 底筒男命・中筒男命・表筒男命・息長足姫命

## 歴史
天保13年（1842年）3月18日に、航海の神である住吉大神を大阪港入港の目印となっていた天保山山頂に祀ったのが始まりである。
その後、元治元年（1864年）に天保山山頂に砲台を設置することになり、場所を移転。大正6年（1917年）には天保山運河掘削工事のため、現在の場所へ移転した。

## 境内

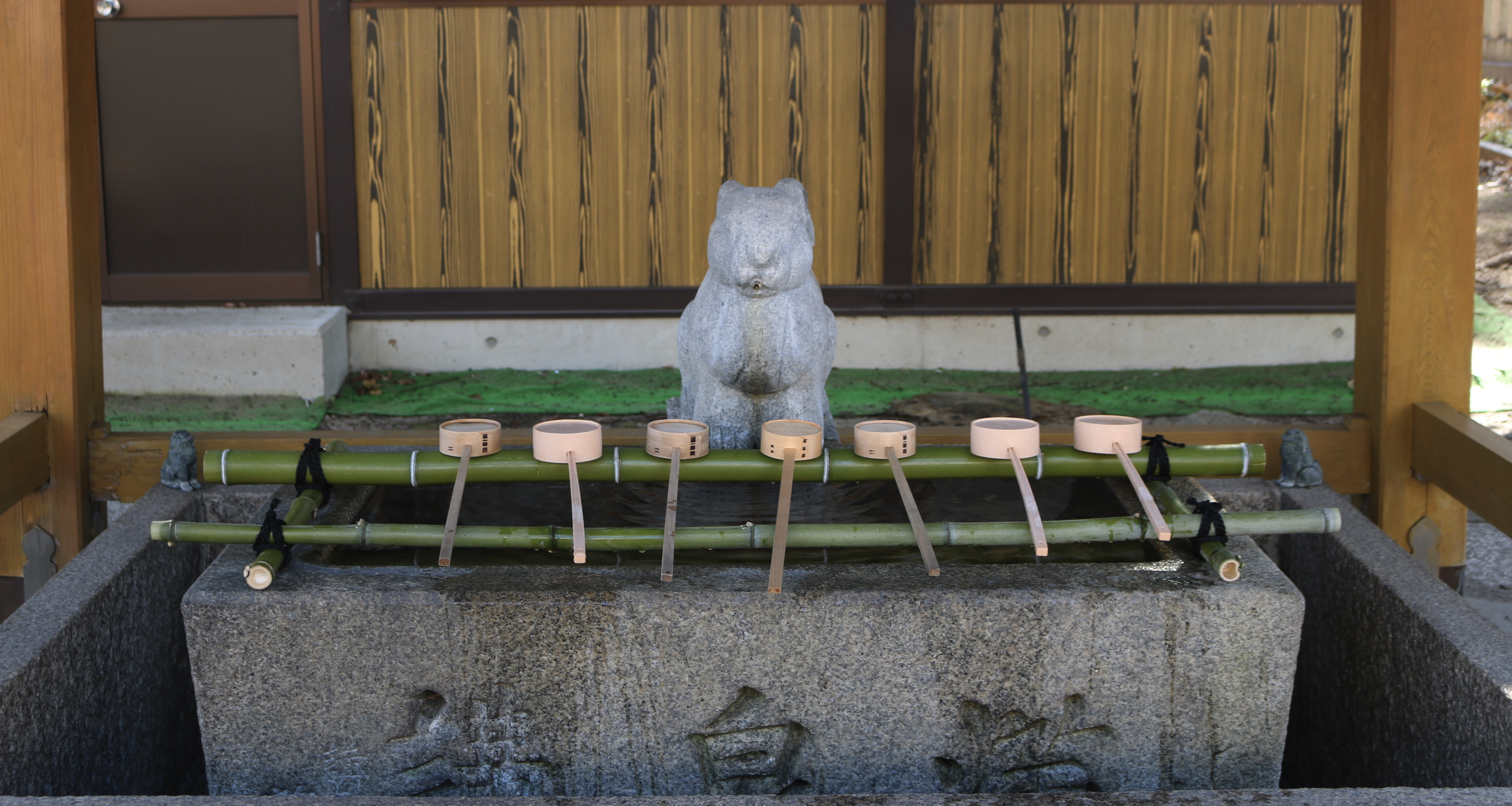
港住吉神社の御手水の兎
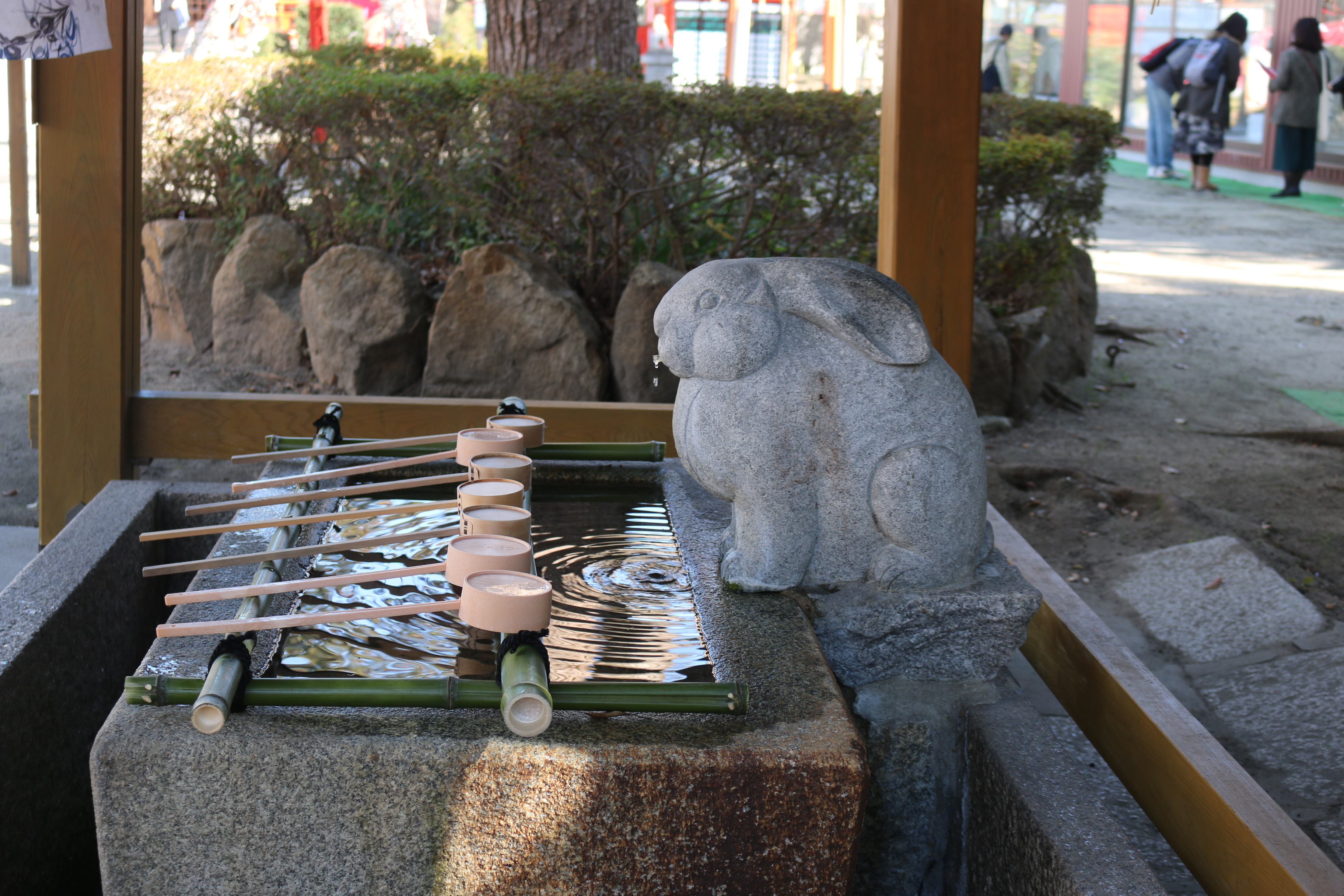
港住吉神社の御手水の兎 横から
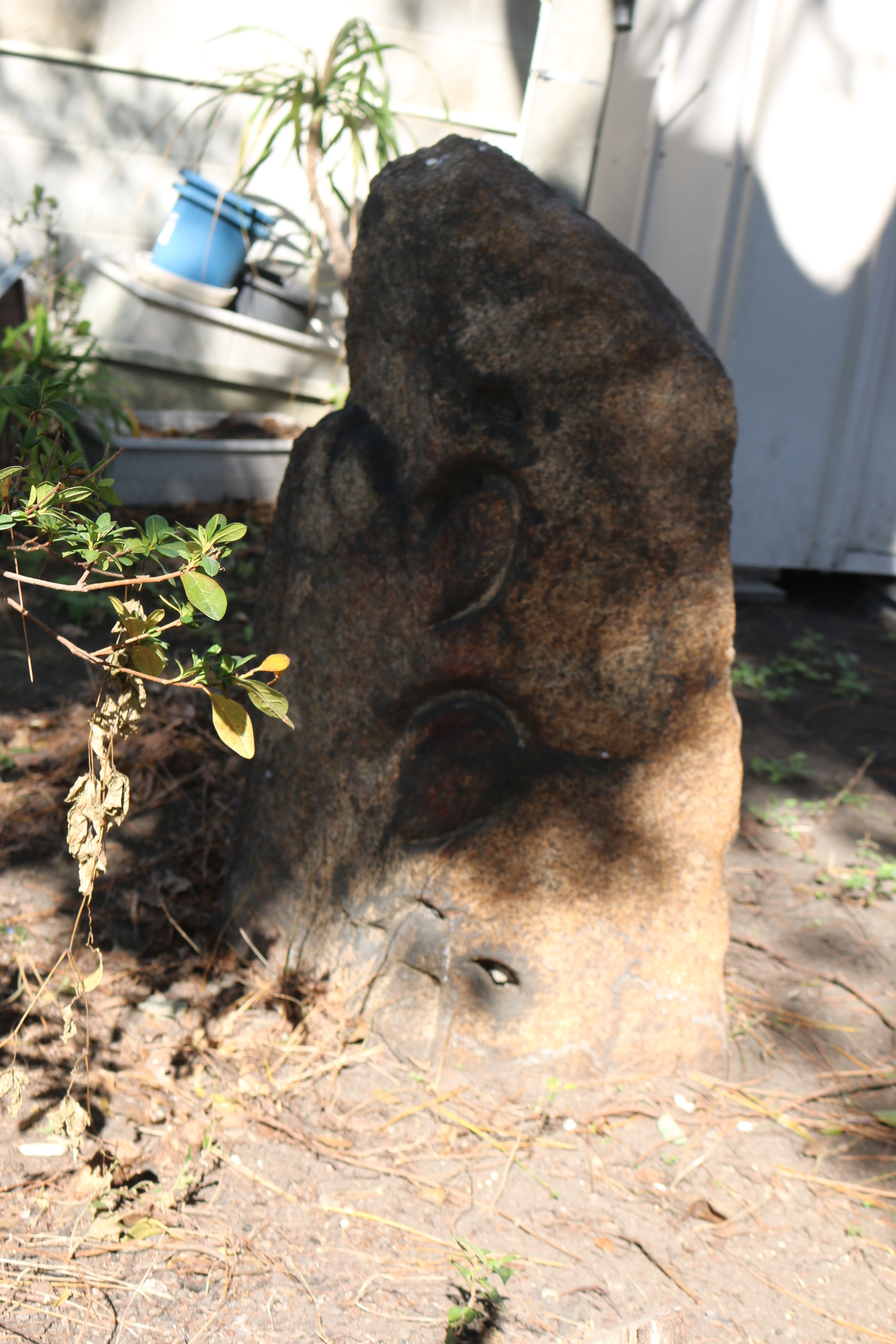
靭から移転してきた碑
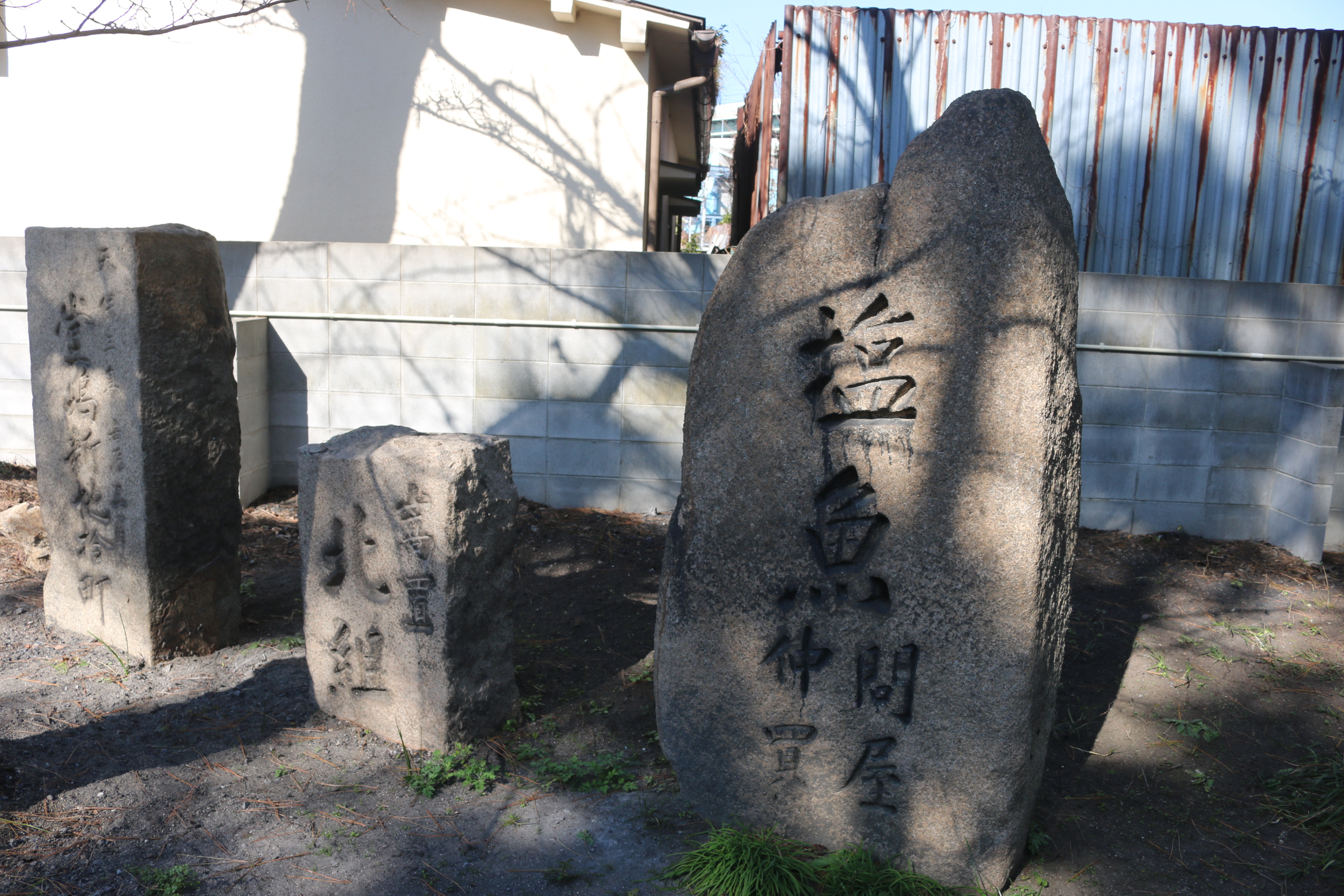
塩干魚商の市場の碑

## 祭事
- 7月14日 宵宮祭[3]
- 7月15日 例大祭[3]

## 現地情報
所在地
大阪市港区築港1丁目5‐20
交通アクセス
最寄駅：大阪メトロ中央線大阪港駅下車後、徒歩約7分